# Element elèctric

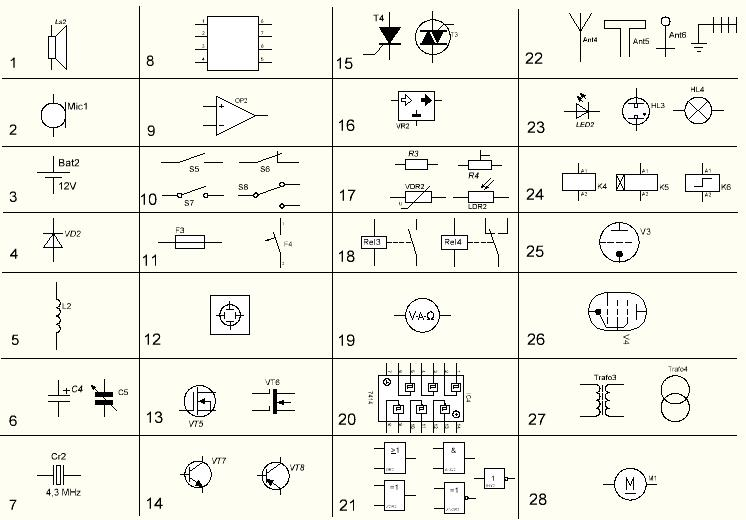
Elements elèctrics.

El concepte d'elements elèctrics s'utilitza en l'anàlisi de xarxes elèctriques. Qualsevol xarxa elèctrica pot ser modelada descomponent-la en elements elèctrics múltiples, interconnectats en un diagrama esquemàtic o diagrama de circuits. Cada element elèctric afecta el voltatge a la xarxa o corrent a través de la xarxa d'una manera particular. Analitzant el mode com una xarxa és afectada pels seus elements individuals, és possible calcular com es comportarà una xarxa real en una macroescala.

## Elements contra components
Hi ha una distinció entre components elèctrics o electrònics reals, físics, i els elements elèctrics ideals pels quals són representats.
- Els elements elèctrics no existeixen físicament, i se suposa que tenen propietats ideals segons un model de paràmetre concentrat.
- Al contrari, els components existeixen i té menys que propietats ideals, els seus valors sempre tenen un grau d'incertesa, sempre inclouen algun grau de no-linealitat i típicament exigeixen una combinació d'elements elèctrics múltiples per aproximar de les seves funcions.

L'anàlisi de circuits utilitzant elements elèctrics és útil per entendre moltes xarxes elèctriques pràctiques que utilitzen components.

## Els elements
Les quatre variables de circuits fonamentals són corrent, {\displaystyle I}; voltatge, {\displaystyle V}, càrrega, {\displaystyle Q}; i flux magnètic, {\displaystyle \Phi _{m}}. S'exigeix que només 6 elements, produïts manipulant aquestes quatre variables, representin qualsevol component o xarxa:
- Dues fonts:
  - Font de corrent, mesurada en amperes - produeix un corrent en un conductor. Afecta la càrrega segons la relació {\displaystyle dQ=-Idt}.
  - Font de voltatge, mesurada en volts - produeix una diferència de potencial entre dos punts. Afecta el flux magnètic segons la relació {\displaystyle d\Phi _{m}=Vdt}.

- Quatre elements passius:
  - Resistència {\displaystyle R}, mesurada en ohms - produeix un voltatge proporcional al corrent que flueix a través de l'element. Relaciona voltatge i corrent segons la relació {\displaystyle dV=RdI}.
  - Capacitància {\displaystyle C}, mesurada en farads - produeix un corrent proporcional a la taxa de variació de voltatge a través de l'element. Relaciona càrrega i voltatge segons la relació {\displaystyle dQ=CdV}.
  - Inductància {\displaystyle L}, mesurada en henrys - produeix un voltatge proporcional a la taxa de variació de corrent a través de l'element. Relaciona flux i corrent segons la relació {\displaystyle d\Phi _{m}=LdI}.
  - Memristància {\displaystyle M} - produeix un corrent tal que la taxa de variació de corrent és proporcional a la taxa de variació de voltatge a través de l'element. Relaciona flux i càrrega segons la relació {\displaystyle d\Phi _{m}=MdQ}.

- Quatre elements actius abstractes:
  - Font de tensió controlada per tensió (VCVS): genera un voltatge basat en un altre voltatge amb respecte a un guany especificat (té impedància d'entrada infinita i impedància de sortida zero).
  - Font de corrent controlada per tensió (VCCS): genera un corrent basat en un voltatge amb respecte a un guany especificat. Es va utilitzar a transistors d'efecte camp i tubs de buit (té impedància d'entrada infinita i impedància de sortida infinita).
  - Font de tensió controlada per corrent (CCVS): genera un voltatge basat en un corrent d'entrada amb respecte a un guany especificat (té impedància d'entrada zero i impedància de sortida zero).
  - Font de corrent controlada per corrent (CCCS): genera un corrent basat en un corrent d'entrada i un guany especificat. Utilitzat per imitar transistors bipolars (té zero impedància d'entrada i impedància de sortida infinita).

El quart element, el memristor, va ser teoritzat per Leon Chua en una publicació científica de 1971, però un component físic demostrant la memristància no va ser creat fins a trenta-set anys més tard. Va ser informat el 30 d'abril de 2008, que un memristor laborable havia estat desenvolupat per un equip dirigit pel científic R. Stanley Williams d'HP Labs. Amb l'adveniment del memristor, cada parell de les quatre variables ara poden ser relacionades. Els memristors poden emmagatzemar un bit de memòria no volàtil. Poden ser utilitzats en lògica programable, processament de senyals, xarxes neuronals i sistemes de control, entre altres camps. Perquè memristors són variants en el temps per definició, no s'inclouen en models de circuits lineals invariants al temps (LTI).

## Exemples
Els següents són exemples de representacions de components per mitjà d'elements elèctrics:
- En un primer grau d'aproximació, una bateria és representada per una font de voltatge. Un model més refinat també inclou una resistència en sèrie amb la font de voltatge, per representar la resistència interna de la bateria (que ocasiona l'escalfament de la bateria i la caiguda de voltatge quan en l'ús). Una font de corrent en paral·lel pot ser afegida per representar aquesta fuita (que descarrega la bateria al llarg d'un període extens de temps).
- En un primer grau d'aproximació, un resistor és representat per una resistència. Un model més refinat també inclou una inductància de sèrie, per representar els efectes de la inductància del fil conductor (els resistors construïts com a espiral tenen més inductància significativa). Una capacitància en paral·lel pot ser afegit per representar l'efecte capacitiu de la proximitat del fils conductors dels resistors, l'un a l'altre. Un cable es pot representar com a resistor de valor baix.
- Fonts de corrent són més sovint utilitzades per representar semiconductors. Per exemple, en un primer grau d'aproximació, un transistor bipolar pot ser representat per una font de corrent variable que és controlada pel tensió d'entrada.